# Невдачливий
Невдачливий (англ. Hav Plenty) — афроамериканська романтична комедія 1997 року. На початку фільм створювався як незалежний і малобюджетний, зусиллями і на кошти Крістофера Скотта Черота, який був у цьому фільмі сценаристом, режисером, монтажером, продюсером і виконавцем головної ролі одночасно. Подейкують що сюжет фільму заснований на реальній історії нерозділеного кохання самого Кріса Черота і колишньої директорки лейблу Def Jam Recordings Дрю Діксон.
Допрем'єрний показ фільму відбувся в травні 1997 року, в маленькому кінозалі Нью-йорка, для дуже обмеженої авдиторії. Першою ж офіційною прем'єрою фільму став показ на Фестивалі чорного кіно в Акапулько в червні 1997 року, де фільм одразу здобув перемогу в номінації «Найкраще на фестивалі» (англ. Best of Festival). Наступним кінофестивалем для фільму став Міжнародний кінофестиваль у Торонто, після якого Miramax Films викупила у Кріса Черота права на фільм. Під орудою Miramax, у фільм було внесено деякі зміни і доповнення, і вже 19 червня 1998 року, відбулася нова велика прем'єра на території США і Канади, за результатами якої, фільм зібрав 1 102 036 $, вже в перші вихідні і 2 284 034 $ за весь період прокату.

## Сюжет
Лі Пленті — бездомний письменник-невдаха, що тимчасово мешкає в квартирі своєї багатої і успішної подруги Хевілленд Севідж, в яку він давно таємно закоханий. Хевілленд Севідж поїхала з міста на новорічні свята до своєї рідні, а згодом, під час телефонної розмови, вона запрошує Лі приєднатися до їхньої родини, щоб він не зустрічав новий рік на самоті. Ці свята, несподівано для всіх, призводять до багатьох комічних і романтичних ускладнень в житті героїв фільму.

## Відзнаки і досягнення
Фільм брав участь і отримав декілька перемог в різноманітних кінофестивалях і конкурсах.
| Фестиваль                                                                     | Нагорода                                                 |
| ----------------------------------------------------------------------------- | -------------------------------------------------------- |
| Фестиваль чорного кіно в Акапулько 1997 (англ. Acapulco Black Film Festival:) | Перемога: Найкраще на фестивалі (англ. Best of Festival) |
| Міжнародний кінофестиваль у Торонто 1997                                      | Учасник фестивалю                                        |
| Кінофестиваль Санденс 1998                                                    | Номінація: Драматичний фільм (англ. Dramatic)            |
| Фестиваль чорного кіно в Акапулько 1999 (англ. Acapulco Black Film Festival:) | Перемога: Найкращий сценарій (англ. Best Screenplay)     |

## У ролях
Перелік складено в порядку появи персонажів на екрані
- Ченоа Максвелл[en] — Хевілленд Севідж
- Гілл Гарпер — Майкл Сіммонс
- Крістофер Скотт Черот[en] — Лі Пленті
- Таммі Джонс Танака — Керолайн Гуден
- Робіні Лі[en] — Лі Дарлінг
- Реджинальд Джеймс — Фелікс Дарлінг
- Марджі Сент-Жюст — Олександрія Бомонт
- Чак Барон — містер Севідж
- Кім Гарріс — Боббі Монтгомері
- Бетті Вон — бабуся Мур
- Мішель Тернер — Сільвія Севідж
- Пола Джин Різ — Евелін
- Пола Джин Різ — Евелін
- Ванда Канделаріо — дівчина з автозаправки

## Цікаві факти
- Головну роль у фільмі мав зіграти Хілл Харпер, проте в останню мить його запросили для участі в іншому проекті, і Крістоферу Чероту довелося самому зніматися у фільмі. Проте Хілл Харпер все ж присутній у фільмі, хоч і на значно менш помітній ролі[3].
- Знімання фільму відбувалося всього в 4 різних локаціях, протягом всього трьох тижнів. Два з трьох тижнів зйомок було проведено в одному місці, в приватному будинку в Нью Джерсі[3].
- Це була дебютна кіноробота юного Крістофера Черота, в 26 років він написав сценарій, в 27 зняв фільм, а в 28 вже продав результати своєї праці Miramax Films[4].